# Ngeper
Ngeper is een bestuurslaag in het regentschap Bojonegoro van de provincie Oost-Java, Indonesië. Ngeper telt 2288 inwoners (volkstelling 2010).